# Plesiosticha
Plesiosticha is een geslacht van vlinders van de familie sikkelmotten (Oecophoridae).

## Soorten
- P. acida (Meyrick, 1911)
- P. endocentra (Meyrick, 1914)
- P. galactaea (Meyrick, 1908)
- P. practicodes (Meyrick, 1918)